# ムスティエ＝ヴァンタドゥール
ムスティエ＝ヴァンタドゥール （Moustier-Ventadour）は、フランス、ヌーヴェル＝アキテーヌ地域圏、コレーズ県のコミューン。

## 地理
ムスティエ＝ヴァンタドゥールは中央高地の中にあり、エグルトンの南東に位置する。

## 歴史
ムスティエ＝ヴァンタドゥールには、今もヴァンタドゥール城がたっている。この建物は11世紀終わりから1350年まで子爵のものであった。フィリップ6世の時代に単なる領主が治める地から伯爵領へ転換された。
16世紀、ヴァンタドゥール領は公領となり、フランス貴族である公爵が治めることとなった（1578年）。ムスティエ＝ヴァンタドゥールには12世紀からクリュニー会の修道院があった。村の礼拝堂には、聖職者が聖務に行くため往来を可能にするドアが残っていた。修道院の建物は現在完全に失われている。
16世紀、城と村の領主となったのはロアン家であった。
フランス革命時代、国民公会のデクレにより、村はムスティエ＝ラ＝リュゼージュ（Moustier-la-Luzège）と改名させられていた。

## 経済

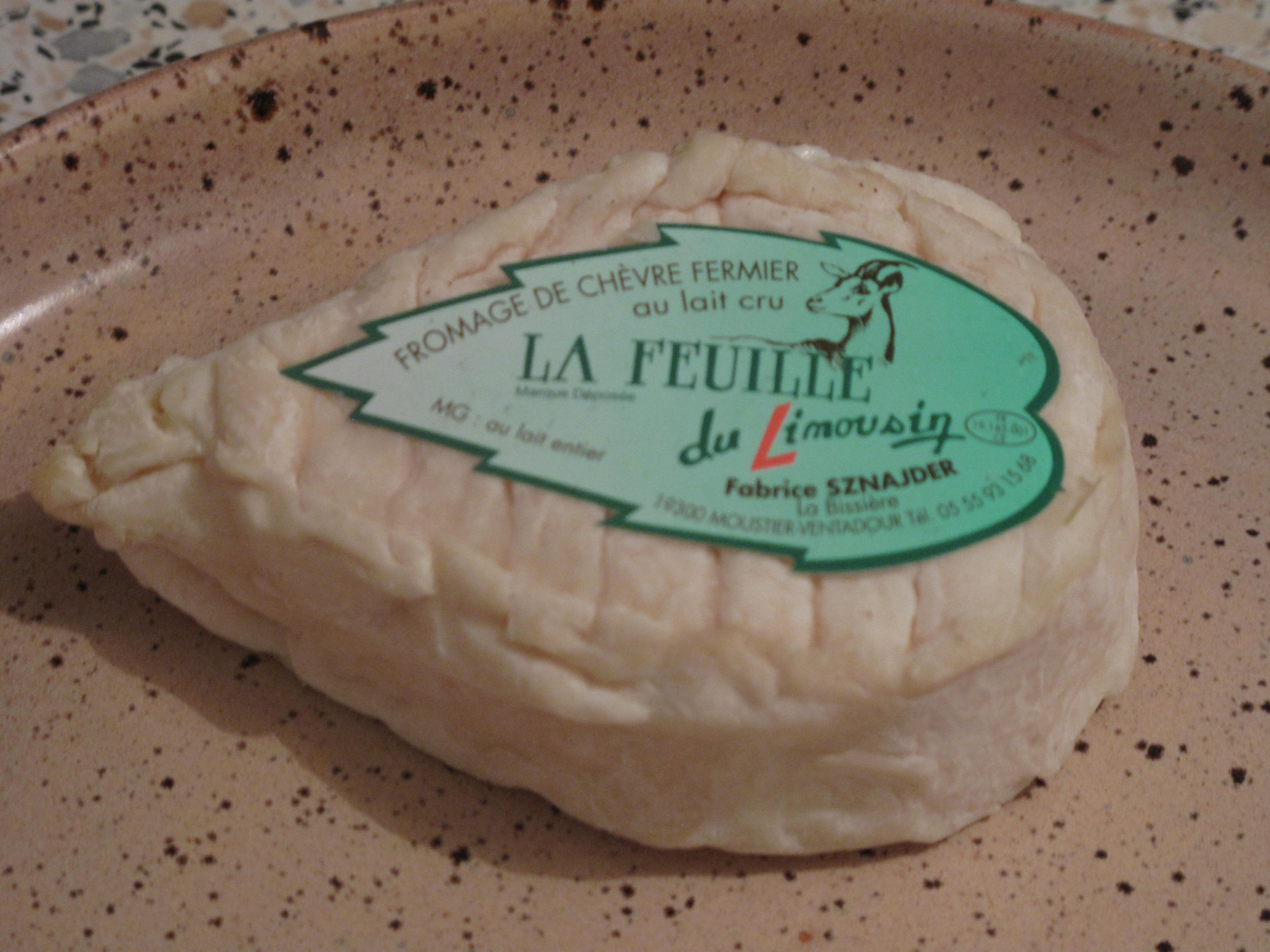
フイユ・デュ・リムーザン

ヤギの生乳から作られるチーズが数種類（ル・ヴァンタドゥール、ラ・トリュフ・ド・ヴァンタドゥール、ル・ビスカルー、ブリケット・ド・ヴァンタドゥール、ラ・トム・ド・ヴァンタドゥール、フイユ・デュ・リムーザン）、ムスティエ＝ヴァンタドゥールの周辺で生産されている。

## 人口統計
| 1962年 | 1968年 | 1975年 | 1982年 | 1990年 | 1999年 | 2006年 | 2011年 |
| ------ | ------ | ------ | ------ | ------ | ------ | ------ | ------ |
| 444    | 355    | 316    | 302    | 383    | 416    | 438    | 500    |

参照元:1999年までEHESS、2004年以降INSEE

## 史跡
リュゼージュ川を見下ろす岩の上に12世紀に要塞城が建てられた。そこは100年以上、オック語文化創造の中心であった。子爵エブル2世はトルバドゥールの首領であったとみなされ、彼の弟子にはベルナール・ド・ヴァンタドゥールがいた。
百年戦争中に要塞城はイングランド軍によって攻略され、一部が破壊された。18世紀に城は打ち捨てられ、1969年まで廃墟のままであった。現在は再建作業中である。